# Nothing's Changed
Nothing's Changed är det andra soloalbumet av Joe Lynn Turner. Albumet gavs ut i november 1995 och markerade en fortsatt utforskning av den hårdrocksstil som Turner är känd för, efter hans tid i grupper som Rainbow och Deep Purple.
Albumet innehåller låtar som "Promise of Love" och "I Believe", och samarbeten med musiker som Al Pitrelli och Derek Sherinian. Skivan producerades av Turner och Pitrelli och mixades av Paul Orofino. Låtar som "Bad Blood" och "Baby's Got a Habit" blandar melodiska inslag med tungare riff, medan ballader som "Save a Place" visar på Turners känslomässiga djup.

## Låtlista
Samtliga låtar skrivna av Joe Lynn Turner, om annat inte anges.
1. “Promise of Love” – 4:37 (Joe Lynn Turner/Tyler/Keys)
2. “I Believe” – 4:46 (Swersky/Midnight/Cross/Gian)
3. “Bad Blood” – 5:38 (Turner/de Carvalho/Borrelli/Kowal)
4. “Imagination” – 5:09 (de Carvalho/Borrell/Lafalce)
5. “Baby's Got a Habit” – 3:59 (Turner/Byrd/Mohawk)
6. “Satisfy Me” – 5:23 (Swersky/Cross)
7. “All or Nothing at All” – 4:22 (Turner/Al Pitrelli/Cross)
8. “Save a Place” – 4:13 (Turner/Sabu/House)
9. “Nothing's Changed” – 4:49 (Turner/Pitrelli/Held)
10. “Liviana's Intro” (Instrumental) – 0:15 (Turner)
11. “The Last Thing” – 3:31 (Turner/Swersky/Cross)
12. “Let Me Love You Again” – 4:24 (Turner/Pitrelli/Held/Brown)
13. “Knock Knock” – 3:51 (Turner/Pitrelli/Held)

## Personal
- Joe Lynn Turner – sång
- John O'Reilly – trummor
- Al Pitrelli – gitarr och keyboard
- Greg Smith – basgitarr
- Derek Sherinian – piano och keyboard (Spår 1, 7, 8, 11 & 13)
- Gary Cobertt – keyboard

## Produktion
- Producent – Mark Wexler
- Mixing – Paul Orofino
- Studiotekniker – Paul Orofino, Roy McDonald och Dave Saronson